# 華蓋散
　
華蓋散屬解表劑，主治风寒哮喘。

## 組成
麻黄，紫苏，杏仁，橘红，桑白皮，茯苓，甘草。

## 用法
上为细末，用羊肺1个(心血不透者)，切细研烂，与药末拌和，再研匀，药尽为度。将药泥在土墙上，以湿纸七重盖覆，每日去纸一重，七日药就，候干刮下，再研，罗为细末。每服6克，空腹时用温酒、盐汤或米饮调下，一日二次。

## 方解
麻黄、紫苏，泻肺以祛风寒，杏仁、橘红，理肺化痰，桑皮泻肺止哮，茯苓淡渗利湿，甘草和中。 

## 在书籍的记录

### 《圣济总录》卷五十

#### 组成
赤茯苓(去黑皮) 甜葶苈(隔纸炒) 桑根白皮(锉)各30克 大黄15克(湿纸裹，煨熟)

#### 用法
上四味，捣罗为散。每服3克，食后、临卧用生姜汤调下。

#### 主治
肺痈，气喘咳嗽，胸膈满闷，口干烦热，及吐血。

### 《博济方》卷二

#### 组成
紫苏子(炒) 麻黄(去根、节) 杏仁(去皮，尖) 陈皮(去白) 桑白皮 赤茯苓(去皮)各30克 甘草15克(炙)

#### 用法
上药同为粗末。每服6克，用水150克，煎至90毫升，食后温服。

#### 功效
宣肺化痰，止咳平喘。

#### 主治
肺感寒邪，咳嗽上气，朐膈烦满，项背拘急，声重久塞，头昏目眩，痰气不利，呀呷有声。

#### 方解
方中麻黄宣肺化痰，解表发汗为君；杏仁、苏子降气消痰，宣肺止咳为臣；陈皮理气燥湿，桑白皮泻肺利水，赤茯苓渗湿行水，三味行气祛水以消痰为佐；炙甘草调和诸药为使。共成宣肺化痰，止咳平喘之功。

### 《三因极一病证方论》卷十二

#### 组成
甜葶苈15克 苦葶苈15克(并用纸隔炒) 茯苓 人参 细辛 干姜(炮) 桔梗(锉，炒) 杏仁(去皮、尖，麸炒) 紫菀 款冬花 甘草(炙) 陈皮各7.5克

#### 用法
上为细末，用羊肺1个(心血不透者)，切细研烂，与药末拌和，再研匀，药尽为度。将药泥在土墙上，以湿纸七重盖覆，每日去纸一重，七日药就，候干刮下，再研，罗为细末。每服6克，空腹时用温酒、盐汤或米饮调下，一日二次。

#### 主治
脏气不足，痰饮内停，咳唾脓血，渐成肺痿，憎寒发热，羸瘦困顿，皮肤甲错，将成劳瘵。

## 外部連結
- 麻黃湯 Ma Huang Tang 中藥方劑圖像數據庫 (香港浸會大學中醫藥學院) （中文）（英文）